# Popiwka (rejon konotopski)
Popiwka (ukr. Попівка) – wieś na Ukrainie, w obwodzie sumskim, w rejonie konotopskim, siedziba hromady. W 2001 liczyła 4345 mieszkańców.